# Lengua romance de Panonia

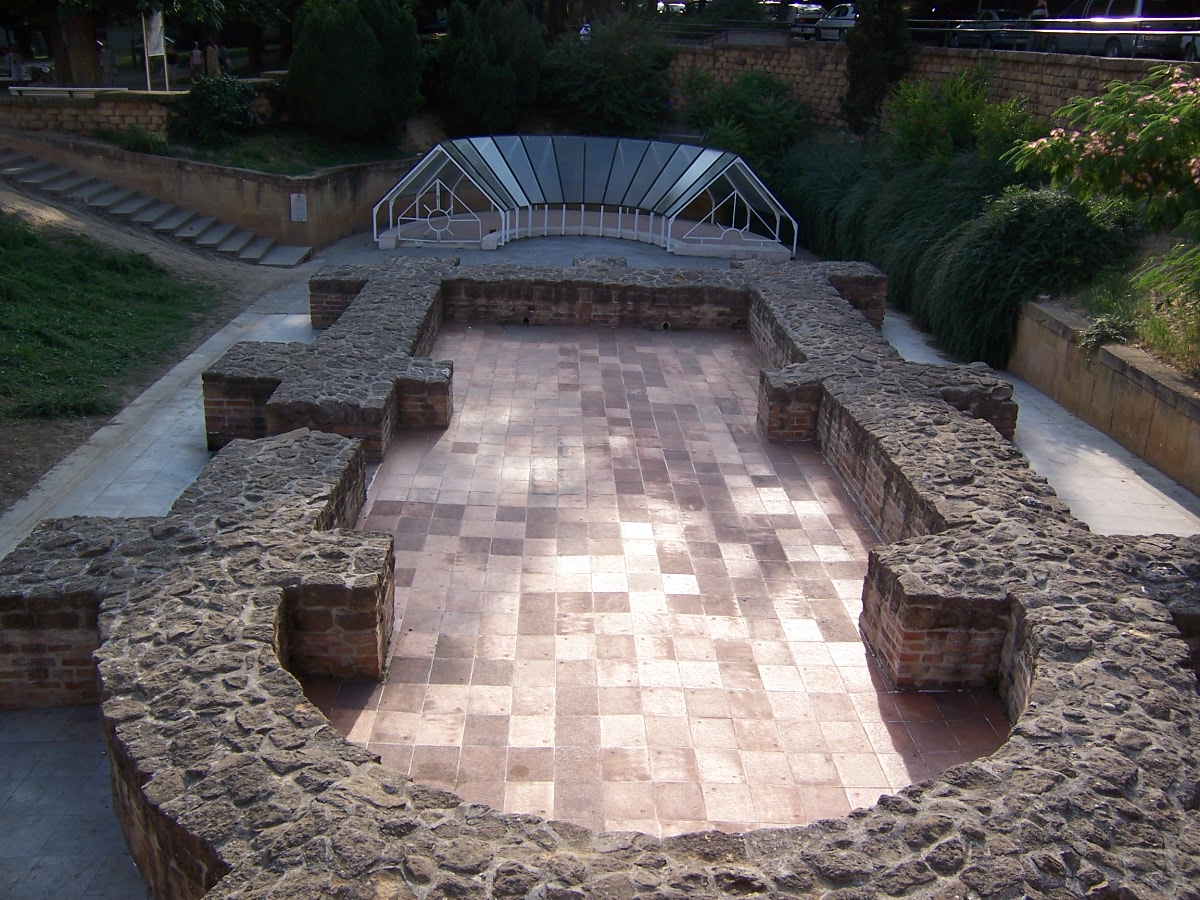
Restos de una iglesia paleocristiana en Sopianae (Pecz).

La lengua romance de Panonia es una lengua romance extinta que se hablaba en la romanizada Panonia (actual Hungría) después de la caída del Imperio romano de Occidente y desapareció alrededor del siglo X. 

## Historia
La población romanizada de Panonia (que el historiador Theodor Mommsen calculó en unos 200.000 habitantes alrededor del siglo IV) sobrevivió a las invasiones bárbaras (hunos, godos, ávaros, gépidos, lombardos, etc.), aunque quedó reducida a unos pocos miles en el siglo VI, principalmente en pueblos fortificados como Keszthely y la actual Fenékpuszta.
Había otros lugares donde se siguió hablando el romance panonio después del siglo V: Pécs, Sopron, Szombathely, Dunaújváros... En estas localidades se han encontrado muchas reliquias cristianas, con inscripciones en latín. 
Pero fue en el extremo occidental del lago Pelso (actual lago Balatón) donde se formó una peculiar sociedad de artesanos, llamada la cultura de Keszthely, de la cual nos quedan más de 6.000 tumbas y muchos productos artesanales (inclusive en oro). 
Esta cultura, según el académico rumano Alexander Magdearu (en "Românii în opera Notarului Anonim"), sobrevivió hasta el siglo X y utilizó la lengua romance panonia.
Magdearu escribe también que Carlomagno, cuando conquistó la Panonia en el año 796, encontró una población de lengua romance que tenían clēricī literātī (clérigos sin instrucción) y que había sobrevivido gracias a su artesanía y la asimilación forzada impuesta por los dominadores ávaros. 
En el área del lago Balatón han sido encontradas 6.000 tumbas pertenecientes a esta población romanizada, que desapareció con la llegada de los magiares en el siglo X.

## Geografía
La lengua romance panonia era hablada alrededor del lago Balatón en Hungría Occidental, principalmente en las aldeas fortificadas de Keszthely y Fenékpuszta. Otros lugares donde se encontraron tumbas de los panones romanizados en el siglo VI eran: Pécs (la romana Sopianae), Sopron (Scarbantia), Szombathely (Savaria), Tokod y Dunaújváros. 
El área alrededor del lago Balatón tiene un clima casi mediterráneo, parecido al de los lagos subalpinos en el norte de Italia. Según Magdearu este clima es una de las razones del porqué los panones romanizados se quedaron en Keszthely y no huyeron —durante las invasiones bárbaras— hacia las relativamente cercanas costas del mar Adriático.

## Lengua

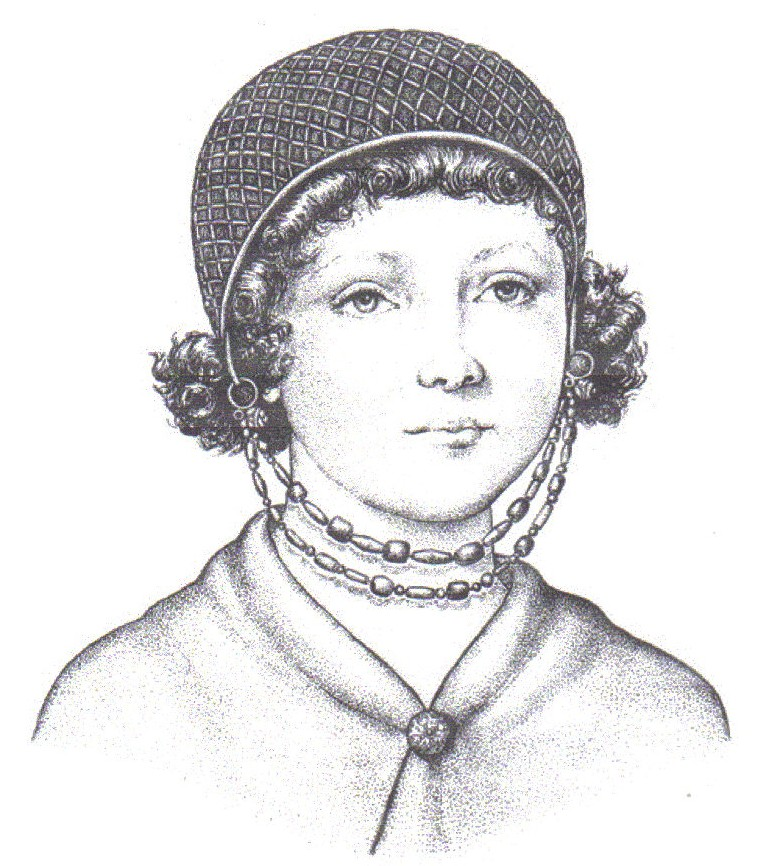
Muchacha de la Panonia romanizada del, con ornamentaciones de la "Cultura de Keszthely".

Según la lingüista rumana Roxana Curcă, la principal fuente de información sobre la extinta lengua romance de Panonia son los muchos topónimos en el área del lago Balatón y algunos antropónimos, hidrónimos y etnónimos que vienen de la Cultura de Keszthely. El mismo propio Keszthely (pronunciado en húngaro "kestei") es similar al veneciano / istriano castei, que significa "castillo", y es probablemente una palabra original de la lengua romance panona, según el lingüista húngaro Julius Pokornyin (en Indogermanisches Etymologisches Worterbuch). Este lingüista húngaro conjetura también que la palabra "Panonia" podría estar relacionada con la raíz iliria pen- (pantano, ?). Esto sugiere que la lengua de los panones antes de ser romanizada podría haber estado relacionada con el ilirio. 
La lengua romance panona probablemente contribuyó a la creación de las 300 palabras básicas del "substrato latino" de las lenguas romances balcánicas, según el lingüista rumano Alexandru Rossetti (en su Istoria limbii române).
La International Organization for Standardization (ISO) ha solicitado la clasificación de la lengua romance panona como ISO 639-3, con el código pendiente "rpa" para una lengua extinta.
En la opinión del lingüista Árthur Sós, la lengua romance de Panonia tenía algunos vínculos con las lenguas retorromances —y especialmente con el romance austríaco— de los cercanos Alpes.